# Maillezais
Maillezais est une commune française située dans le département de la Vendée, en région Pays de la Loire.

## Géographie
Au cœur du Marais poitevin humide encore appelé Venise verte, Maillezais est arrosée par l'Autise canalisée : le canal de la jeune Autise. La ville est située entre Fontenay-le-Comte et Niort.
|        | Saint-Pierre-le-Vieux |                 |
| Doix   | Maillezais            | Liez            |
| Maillé | Damvix                | Saint-Sigismond |

### Climat
Pour des articles plus généraux, voir Climat des Pays de la Loire et Climat de la Vendée.
En 2010, le climat de la commune est de type climat océanique altéré, selon une étude du CNRS s'appuyant sur une série de données couvrant la période 1971-2000. En 2020, Météo-France publie une typologie des climats de la France métropolitaine dans laquelle la commune est exposée à un climat océanique et est dans la région climatique  Poitou-Charentes, caractérisée par un bon ensoleillement, particulièrement en été et des vents modérés. 
Pour la période 1971-2000, la température annuelle moyenne est de 12,1 °C, avec une amplitude thermique annuelle de 14,4 °C. Le cumul annuel moyen de précipitations est de 807 mm, avec 11,8 jours de précipitations en janvier et 6,7 jours en juillet. Pour la période 1991-2020, la température moyenne annuelle observée sur la station météorologique de Météo-France la plus proche, « Prin-Deyrancon », sur la commune de Prin-Deyrançon à 18 km à vol d'oiseau, est de 12,9 °C et le cumul annuel moyen de précipitations est de 837,0 mm,. Pour l'avenir, les paramètres climatiques de la commune estimés pour 2050 selon différents scénarios d'émission de gaz à effet de serre sont consultables sur un site dédié publié par Météo-France en novembre 2022.

## Urbanisme

### Typologie
Au 1er janvier 2024, Maillezais est catégorisée commune rurale à habitat dispersé, selon la nouvelle grille communale de densité à sept niveaux définie par l'Insee en 2022.
Elle est située hors unité urbaine. Par ailleurs la commune fait partie de l'aire d'attraction de Fontenay-le-Comte, dont elle est une commune de la couronne,. Cette aire, qui regroupe 30 communes, est catégorisée dans les aires de moins de 50 000 habitants,.

### Occupation des sols
L'occupation des sols de la commune, telle qu'elle ressort de la base de données européenne d’occupation biophysique des sols Corine Land Cover (CLC), est marquée par l'importance des territoires agricoles (96 % en 2018), une proportion sensiblement équivalente à celle de 1990 (96,8 %). La répartition détaillée en 2018 est la suivante : 
terres arables (54,5 %), prairies (31,7 %), zones agricoles hétérogènes (9,8 %), zones urbanisées (4 %). L'évolution de l’occupation des sols de la commune et de ses infrastructures peut être observée sur les différentes représentations cartographiques du territoire : la carte de Cassini (XVIIIe siècle), la carte d'état-major (1820-1866) et les cartes ou photos aériennes de l'IGN pour la période actuelle (1950 à aujourd'hui).

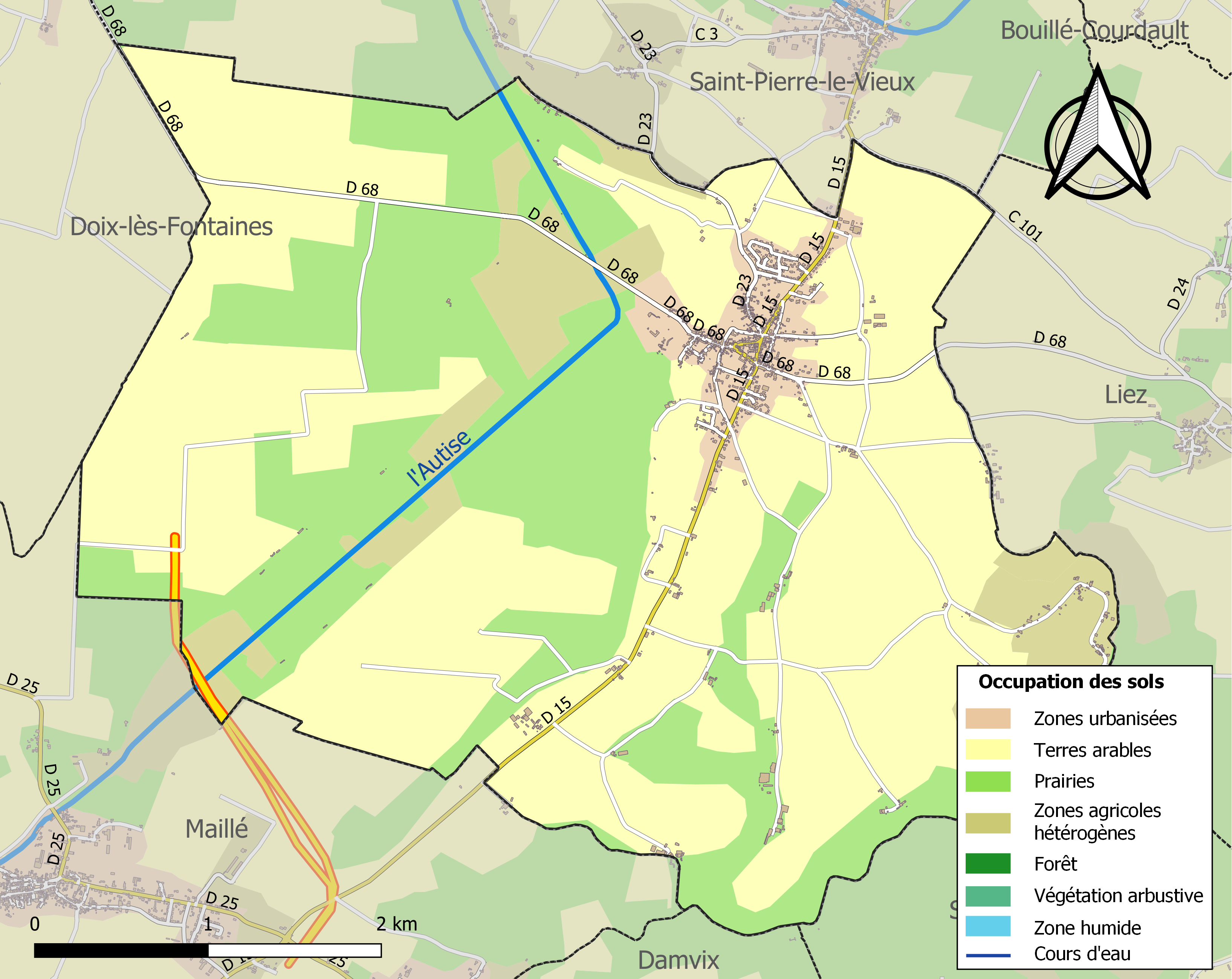
Carte des infrastructures et de l'occupation des sols de la commune en 2018 (CLC).

## Histoire
La ville est choisie comme siège d'un nouvel évêché en 1317, à la suite du démembrement de l'évêché de Poitiers. L'abbé est nommé évêque et siège alors à l'abbaye, l'église étant devenue cathédrale,
Le 1er janvier 1589, pendant les guerres de Religion, Maillezais est prise par le protestant Agrippa d'Aubigné, qui en devient gouverneur. Il y résida lorsqu'il fut chargé de la surveillance, à partir du mois d’août, du cardinal de Bourbon, emprisonné à Fontenay-le-Comte.
En 1648, Maillezais perd son siège épiscopal au profit de l'évêché de La Rochelle nouvellement créé.

### Liste des maires

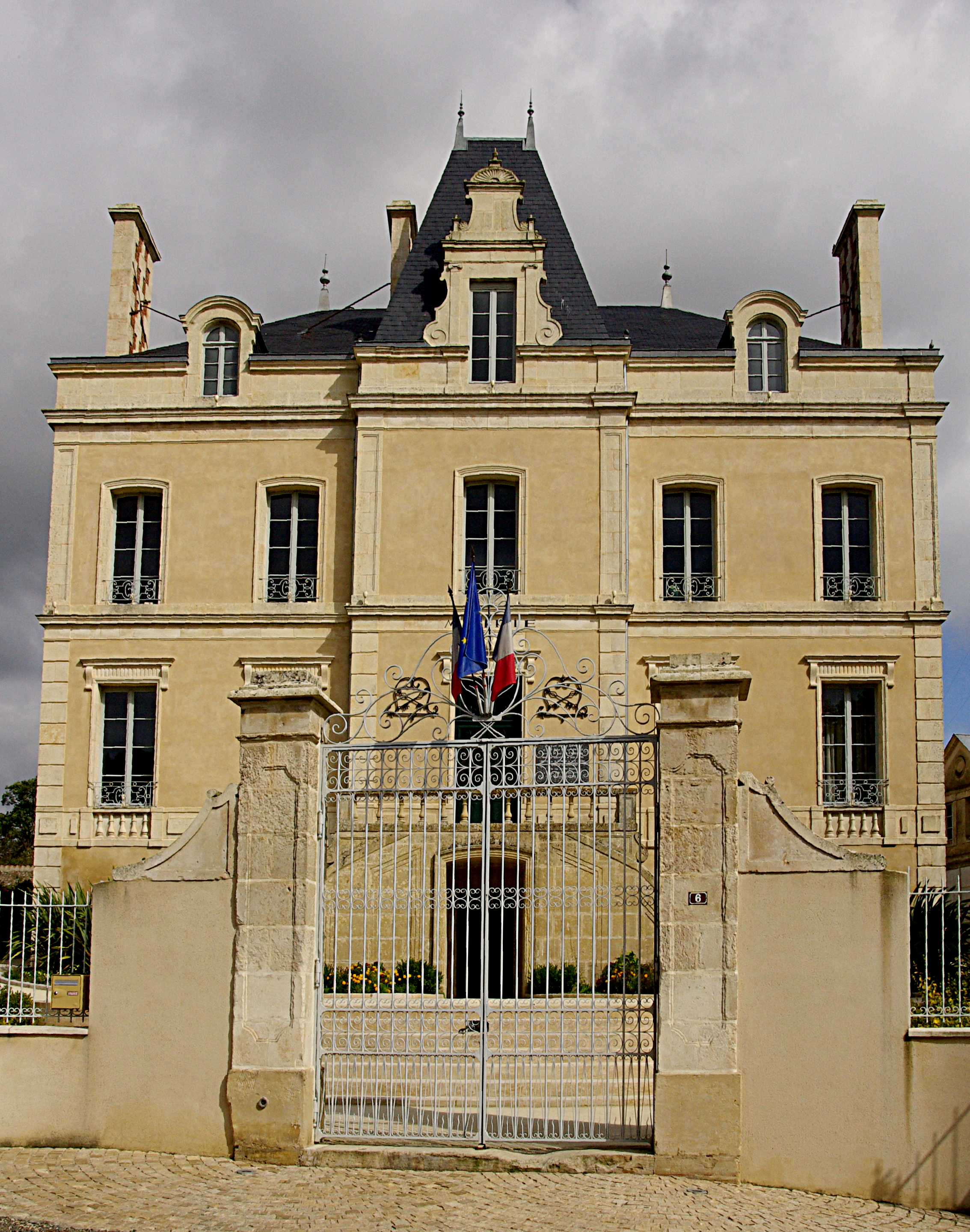

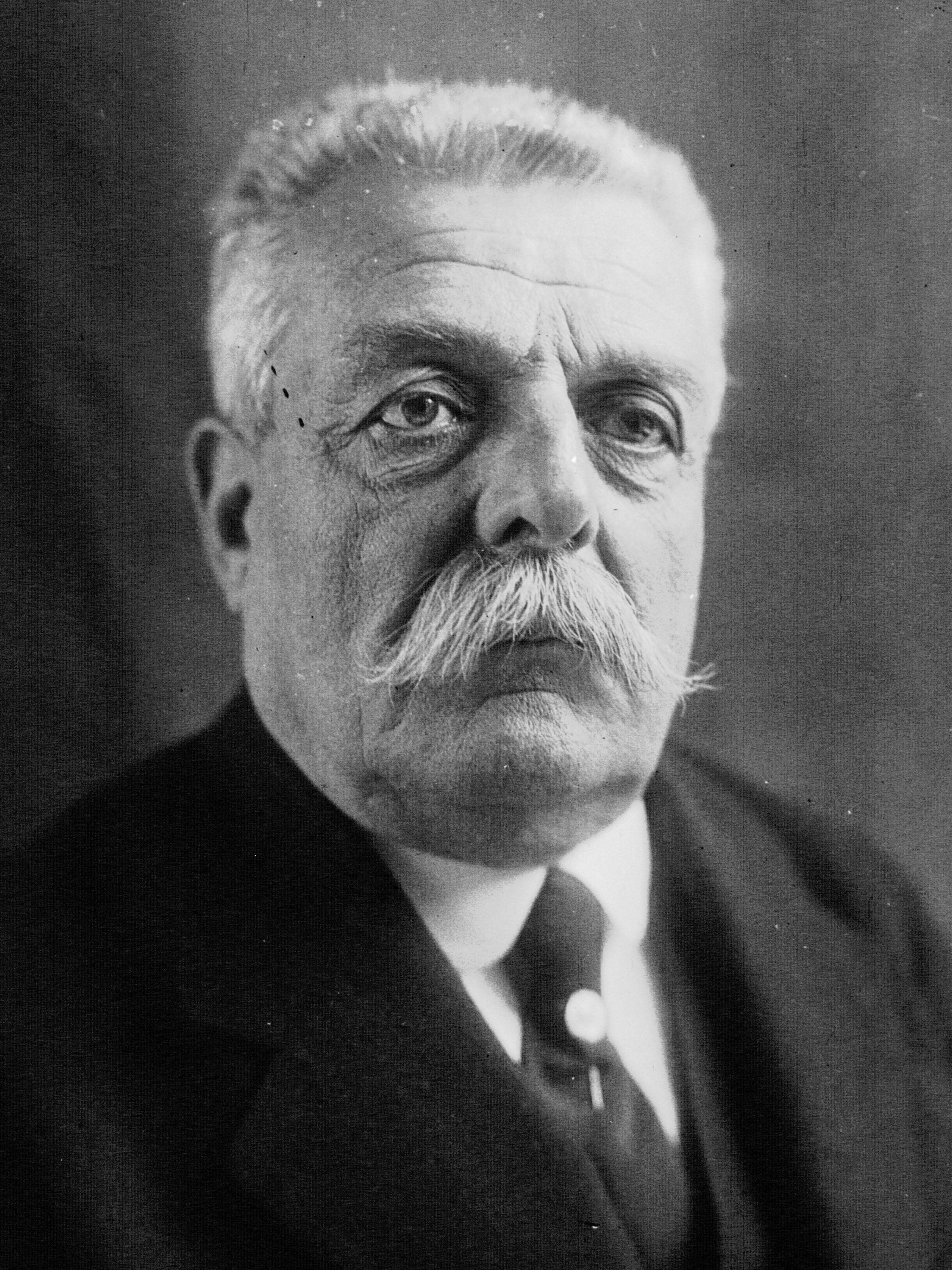
Achille Daroux (1880-1953), maire de Maillezais de 1935 à 1953.

## Politique et administration

### Jumelages
Coutras (France) depuis le 23 mars 2024

## Population et société

### Démographie

#### Évolution démographique
L'évolution du nombre d'habitants est connue à travers les recensements de la population effectués dans la commune depuis 1793. Pour les communes de moins de 10 000 habitants, une enquête de recensement portant sur toute la population est réalisée tous les cinq ans, les populations de référence des années intermédiaires étant quant à elles estimées par interpolation ou extrapolation. Pour la commune, le premier recensement exhaustif entrant dans le cadre du nouveau dispositif a été réalisé en 2007.

En 2022, la commune comptait 895 habitants, en évolution de −6,38 % par rapport à 2016 (Vendée : +5,33 %, France hors Mayotte : +2,11 %).
| 1793  | 1800  | 1806  | 1821  | 1831  | 1836  | 1841  | 1846  | 1851  |
| ----- | ----- | ----- | ----- | ----- | ----- | ----- | ----- | ----- |
| 1 150 | 1 408 | 1 243 | 1 244 | 1 202 | 1 350 | 1 413 | 1 465 | 1 416 |

| 1856  | 1861  | 1866  | 1872  | 1876  | 1881  | 1886  | 1891  | 1896  |
| ----- | ----- | ----- | ----- | ----- | ----- | ----- | ----- | ----- |
| 1 425 | 1 420 | 1 421 | 1 350 | 1 389 | 1 344 | 1 353 | 1 353 | 1 360 |

| 1901  | 1906  | 1911  | 1921  | 1926  | 1931 | 1936 | 1946 | 1954 |
| ----- | ----- | ----- | ----- | ----- | ---- | ---- | ---- | ---- |
| 1 315 | 1 284 | 1 258 | 1 050 | 1 022 | 936  | 956  | 967  | 909  |

| 1962 | 1968 | 1975 | 1982 | 1990 | 1999 | 2006 | 2007 | 2012 |
| ---- | ---- | ---- | ---- | ---- | ---- | ---- | ---- | ---- |
| 899  | 919  | 853  | 868  | 930  | 934  | 963  | 967  | 982  |

| 2017 | 2022 | - | - | - | - | - | - | - |
| ---- | ---- | - | - | - | - | - | - | - |
| 939  | 895  | - | - | - | - | - | - | - |

#### Pyramide des âges
La population de la commune est relativement âgée.
En 2018, le taux de personnes d'un âge inférieur à 30 ans s'élève à 25,0 %, soit en dessous de la moyenne départementale (31,6 %). À l'inverse, le taux de personnes d'âge supérieur à 60 ans est de 43,8 % la même année, alors qu'il est de 31,0 % au niveau départemental.
En 2018, la commune comptait 452 hommes pour 477 femmes, soit un taux de 51,35 % de femmes, légèrement supérieur au taux départemental (51,16 %).
Les pyramides des âges de la commune et du département s'établissent comme suit.
| Hommes | Classe d’âge | Femmes |
| ------ | ------------ | ------ |
| 3,1    | 90 ou +      | 4,4    |
| 11,1   | 75-89 ans    | 19,2   |
| 25,5   | 60-74 ans    | 24,2   |
| 16,7   | 45-59 ans    | 16,6   |
| 15,2   | 30-44 ans    | 13,9   |
| 13,9   | 15-29 ans    | 8,2    |
| 14,5   | 0-14 ans     | 13,5   |

| Hommes | Classe d’âge | Femmes |
| ------ | ------------ | ------ |
| 0,8    | 90 ou +      | 2,2    |
| 8,7    | 75-89 ans    | 11,1   |
| 20,3   | 60-74 ans    | 21,3   |
| 20     | 45-59 ans    | 19,4   |
| 17,5   | 30-44 ans    | 16,8   |
| 15     | 15-29 ans    | 13,2   |
| 17,7   | 0-14 ans     | 16,1   |

## Culture locale et patrimoine

### Lieux et monuments
- L'église Saint-Nicolas de Maillezais daterait de 1020. Certains éléments du bâtiment permettent de la dater plus précisément de 1140. Dès 1840, elle fut classée Monument historique[20].

L'église est à nef unique. Elle est dédiée à saint Nicolas de Myre, patron des mariniers.
Ruinée lors des guerres de Religion, elle fut transformée en atelier de salpêtre pendant la Révolution. Elle subit entre 1850 et 1910 plusieurs campagnes de restauration qui n'ont laissé que peu d'éléments véritablement anciens. Datent de cette époque le clocher, la nef et son couvrement en poterie, le chœur. La restauration lourde de la nef prend fin en 1910. Les vitraux datent des années 1970.
L'intérieur de l'église : les murs sont nus, portant seulement le relief des colonnes engagées soutenant les arcs doubleaux. Les six colonnes du chœur et celles de la nef ont conservé les traces des douze croix peintes de la consécration de l'église. Une très belle piscine gothique est en place sur le côté sud du chœur. Devant l'orgue, une vierge à l'enfant du XIVe siècle en pierre.
Les sculptures de la façade occidentale, certains modillons et les chapiteaux de l'abside sont des éléments anciens de l'église, réemployés ou restaurés.
La façade est en trois parties verticales et deux niveaux, séparée par une corniche à modillons. À l'étage, on remarque une baie cintrée axiale à deux voussures encadrée par deux arcatures aveugles et deux oculus. En bas : des colonnes engagées délimitent trois parties qui ne reproduisent pas la structure interne de l'édifice. Un bandeau décoré de rinceaux dans lesquels alternent des hommes et des oiseaux, court sur toute la façade. Le portail central, sans tympan, est encadré par deux arcatures aveugles dans lesquelles sont nichées deux statues indéfinissables. Les quatre voussures portent, sur la première, des oiseaux de proie enserrant un homme, quatre tores concentriques, des palmettes en quinconce et des losanges guillochés. Le bandeau sommital est composé de pointes de diamant. Des atlantes soutiennent la seconde voussure. Une faune fantastique orne les chapiteaux : aspic, basilic, centaure, lion ailé à tête humaine, sirène... À droite du portail, un chapiteau représentant Daniel dans la fosse aux lions et un deuxième, une ronde de femmes (prémices des vierges folles, iconographie si classique dans l'art gothique ?).
- La cathédrale Saint-Pierre de Maillezais, ruines de l'ancienne abbatiale, devenue cathédrale du diocèse de Maillezais entre 1317 à 1648.

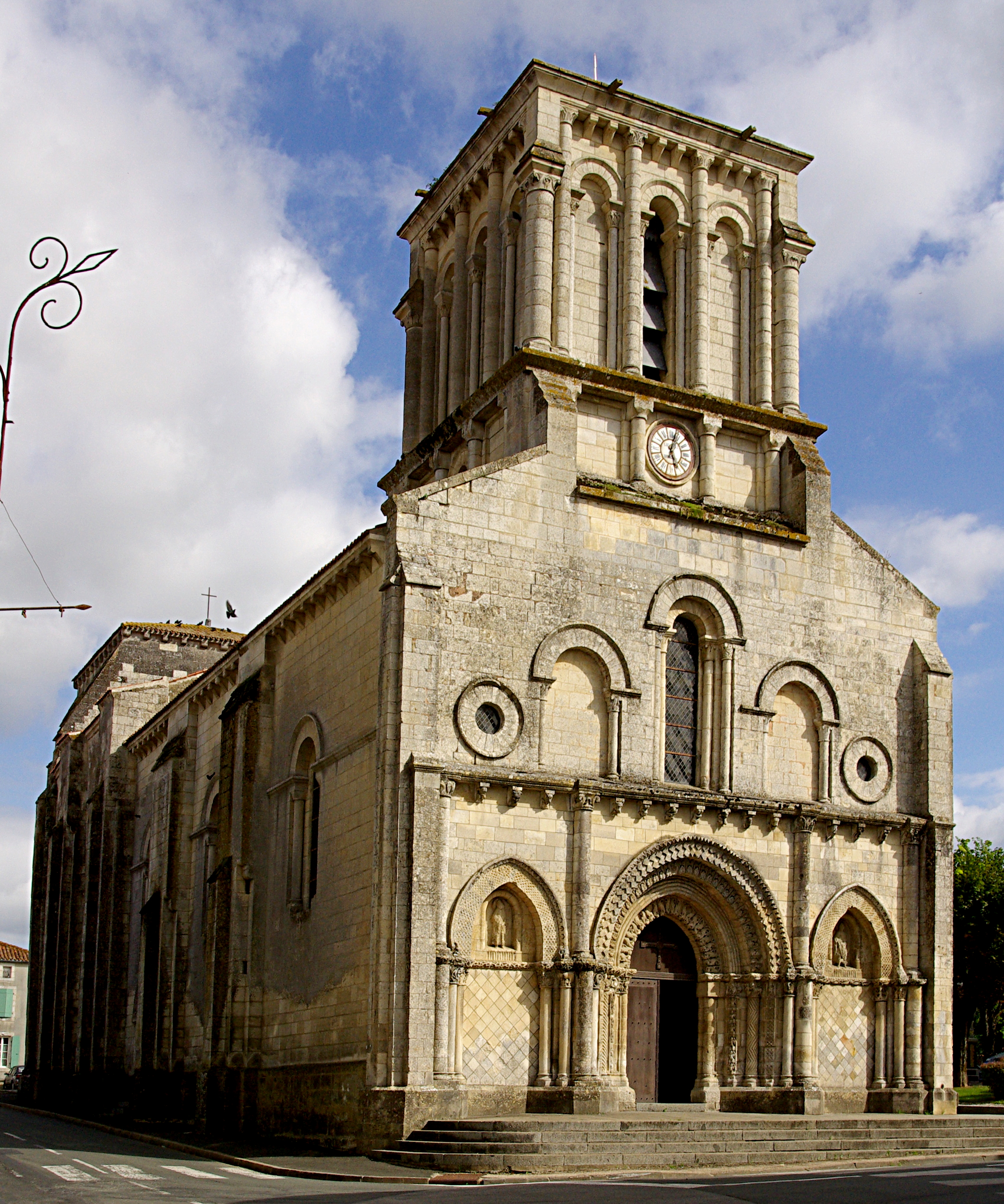
L'église Saint-Nicolas.
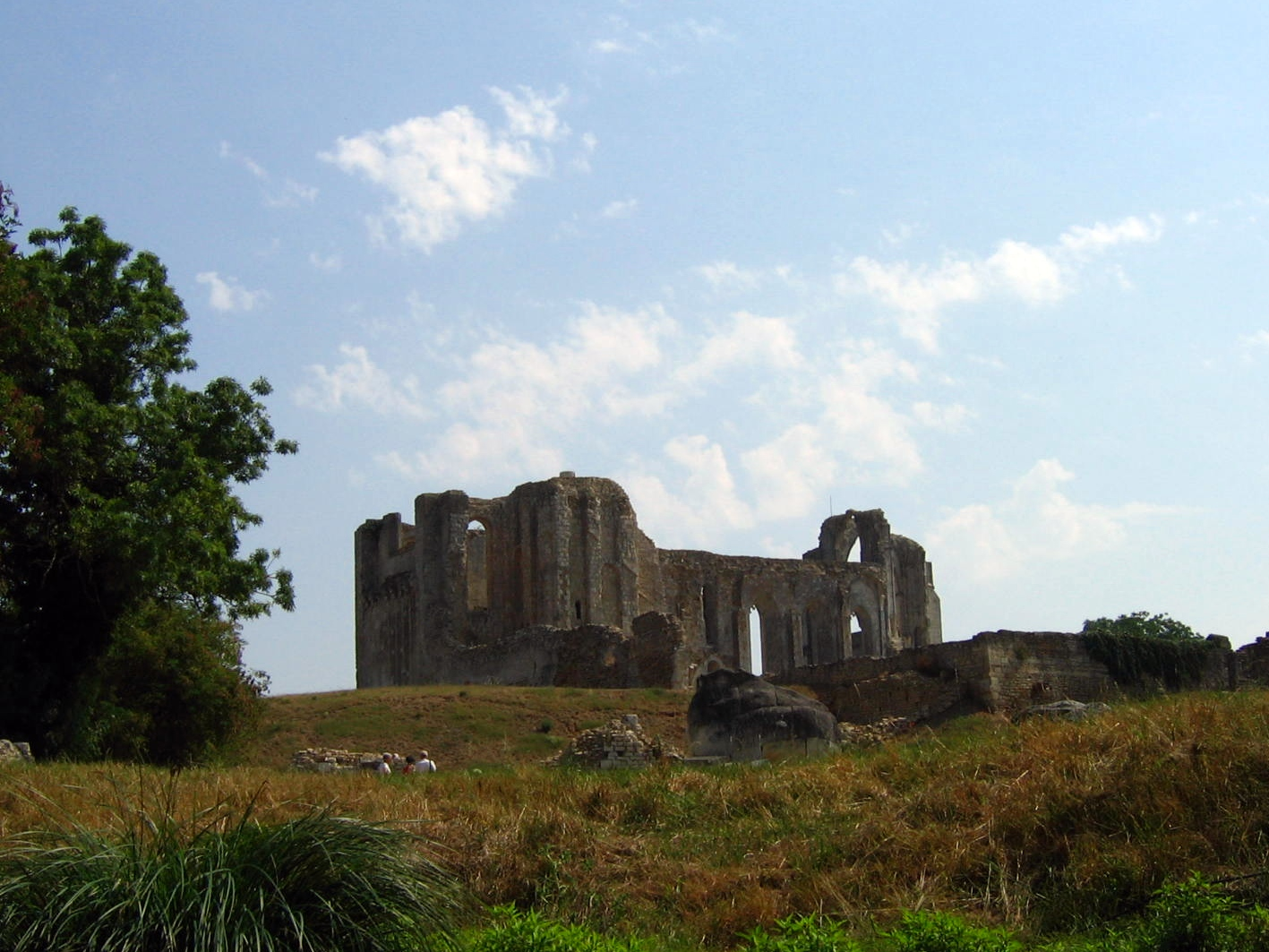
Les ruines de l'abbaye depuis le marais.
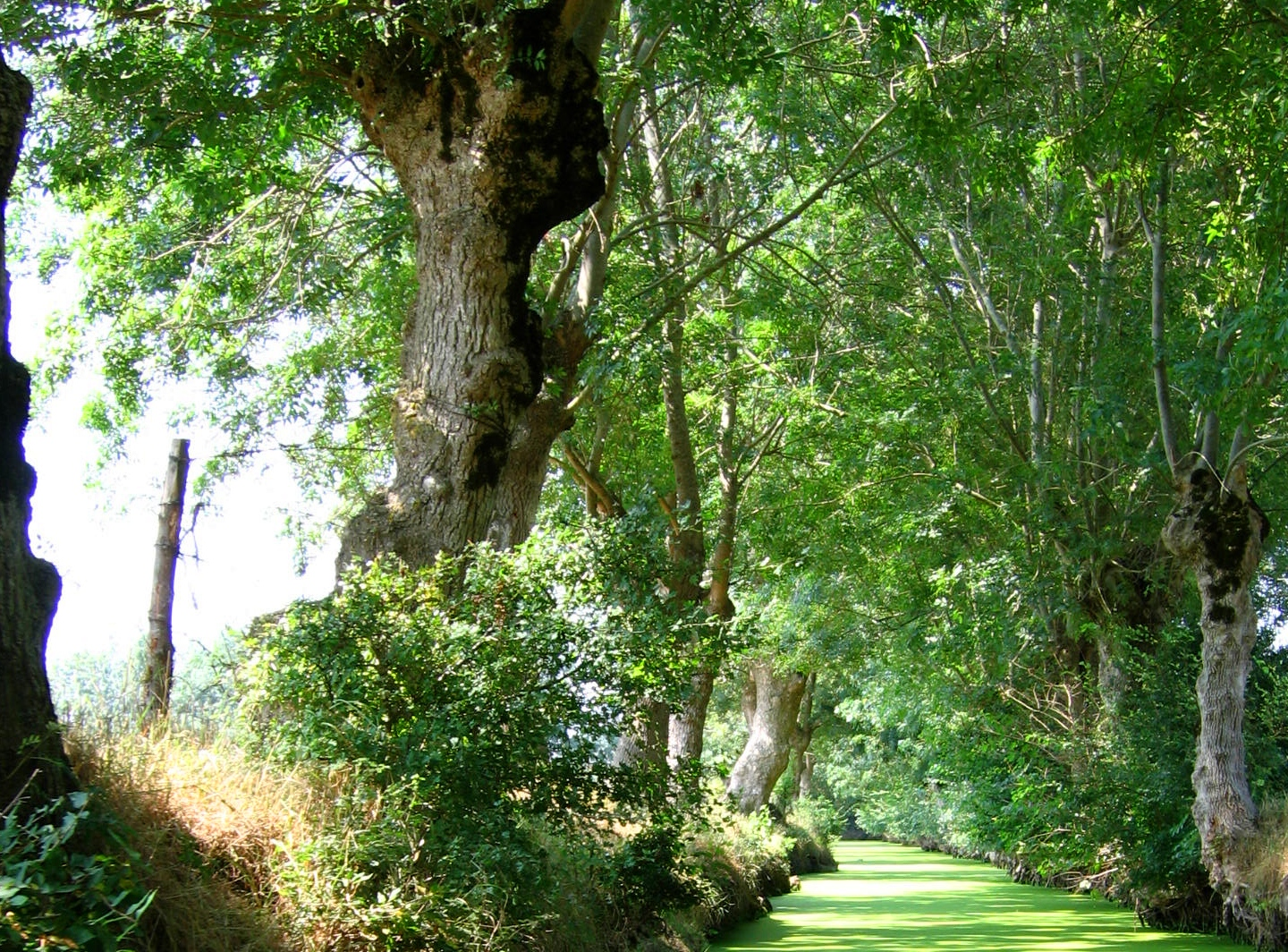
Le marais.
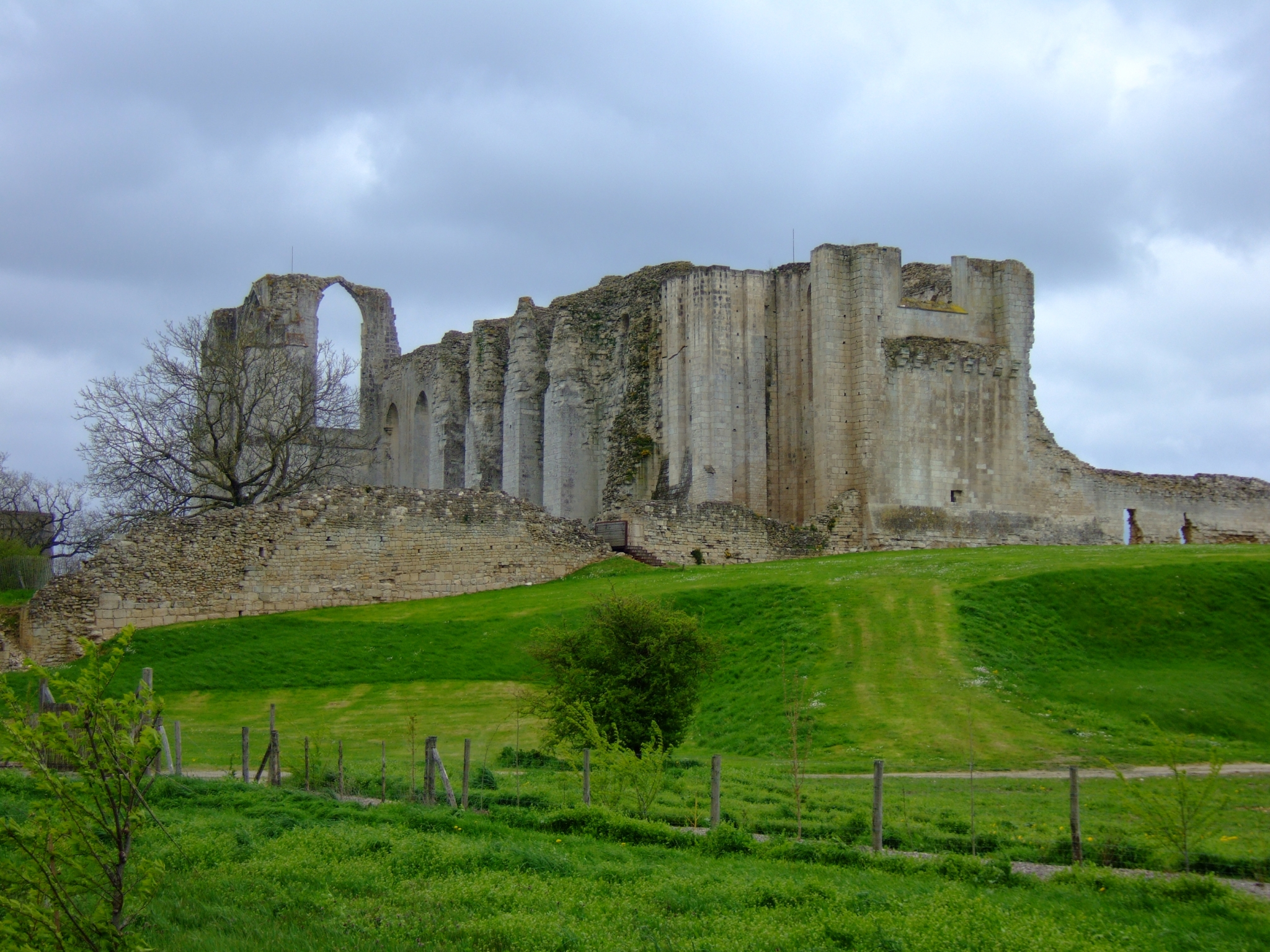
Les ruines de l'abbaye.

Maillezais est célèbre pour les ruines de son abbaye gothique datant des XIIIe siècle-XIVe siècle.
- Croix hosannière de Maillezais.

### Personnalités liées à la commune
- François Rabelais, écrivain, secrétaire de l'abbé Geoffroy d'Estissac à l'abbaye de Maillezais.
- Edgar Bourloton, historien, propriétaire et sauveur de l'abbaye de Maillezais à partir de 1872, auteur du dictionnaire des parlementaires français,
- Le docteur Achille Daroux, maire de Maillezais, conseiller général, député de la Vendée, fut l'un des 80 parlementaires qui refusèrent de voter les pleins pouvoir au Maréchal Pétain en 1940.
- Le général Elrick Irastorza, né le 29 septembre 1950 à Maillezais, chef d'état-major de l'armée de Terre française du 2 juillet 2008 au 30 août 2011.
- Le général d'Empire Charles Auguste Jean Baptiste Louis Joseph Bonamy, dit de Bellefontaine (1764-1830), nom gravé sur l'Arc de Triomphe.

### Héraldique
| Blason de Maillezais | Blason  | De gueules, à deux clefs d'argent posées en sautoir. |
| Blason de Maillezais | Détails | Le statut officiel du blason reste à déterminer.     |

## Pour approfondir